# Melanie Hill
Pour les articles homonymes, voir Hill.
Melanie Hill, née le 1er janvier 1962  à Sunderland, est une actrice britannique.

## Biographie
Melanie Hill apprend le métier d'actrice à la Royal Academy of Dramatic Art. Elle est surtout connue au Royaume-Uni pour avoir tenu les rôles récurrents d'Aveline Boswell dans le sitcom Bread (1989 à 1991), de Mary Carver dans la série The Bill (2003-2004) et de Maggie Budgen dans la série Waterloo Road (depuis 2012). Au cinéma, elle a notamment joué dans Les Virtuoses (1996) et Stardust, le mystère de l'étoile (2007).
Elle a vécu 14 ans avec Sean Bean. Le couple s'est marié en 1990 et a divorcé en 1997. Ils ont deux filles, Lorna (née en 1987) et Molly (née en 1991). Elle vit ensuite avec le producteur Jimmy Daly. 

## Filmographie

### Cinéma
- 1994 : Shopping : Sarah
- 1996 : Jimmy : Mary Muir
- 1996 : Les Virtuoses : Sandra
- 2001 : From Hell : la mère d'Ann Crook
- 2007 : Stardust, le mystère de l'étoile : Sal « Souillon de salle »

### Télévision
- 1989-1991 : Bread (série télévisée, 35 épisodes) : Aveline Boswell
- 1993 : Casualty (série télévisée, saison 8 épisode 12) : Janice Hutchins
- 1999 : Affaires non classées (série télévisée, saison 4 épisode 1) : Liz davies
- 2003-2004 : The Bill (série télévisée, 22 épisodes) : Marie Carver
- 2005 : Emmerdale (soap opera, 2 épisodes) : Avril Kent
- 2007 : Cape Wrath (série télévisée, 8 épisodes) : Brenda Ogilvie
- 2009 : Holby City (série télévisée, saison 11 épisodes 22 et 23) : Kathy Hewitt
- 2009 : The Thick of It (série télévisée, saison 3 épisode 3) : Julie Price
- 2011 : United (téléfilm) : Cissie Charlton
- 2011 : Merlin (série télévisée, saison 4 épisode 8) : Mary Howden
- Depuis 2012 : Waterloo Road (série télévisée, rôle récurrent) : Maggie Budgen
- Depuis 2015 : Coronation Street (soap opera, rôle récurrent) : Cathy Matthews

## Voix françaises
- Dorothée Jemma dans Les Virtuoses (1996)